# Havejordbær
Havejordbær (Fragaria x ananassa) og beslægtede kultivarer er stauder med en tuedannende vækst. Havejordbær har deres oprindelse i Europa i det tidlige 18. århundrede. Den dyrkes for frugternes skyld, jordbærrene.

## Beskrivelse
Stænglerne er lysegrønne og svagt behårede, og de grundstillede blade er langstilkede og trekoblede med ægformede til runde småblade. Bladranden er groft tandet, og oversiden er græsgrøn, mens undersiden er lysegrøn. Blomstringen sker i maj-juni, hvor planten danner særlige, blomsterbærende stængler med endestillede stande af 5-tallige, hvide blomster. 
"Jordbærret" er teknisk set en flerfoldsfrugt, der danner en såkaldt "falsk frugt". Derfor spiser man egentlig den opsvulmede blomsterbund. Frøene (de små "kerner") er stenfrugter, hvor det kødede lag er reduceret, således at frugten botanisk set bliver en nød.
Rodnettet er trævlet og kraftigt. Planten danner fra og med andet leveår lange, overjordiske udløbere, som bærer små, færdige datterplanter. Disse planter slår rod, når de får jordkontakt.
Højde x bredde og årlig tilvækst: 0,30 x 0,30 m (30 x 30 cm/år), heri ikke medregnet udløberplanter. Bemærk, at der er stor forskel på de enkelte kultivarers vækstkraft og størrelse. 

## Oprindelse
Havejordbær opstod i Europa i det tidlige 18. århundrede, som en  tilfældig krydsning mellem to arter fra forskellige dele af Amerika. Fra det østlige USA var det skarlagenjordbær (Fragaria virginiana), der var karakteriseret ved en fin smag, mens chilejordbær (Fragaria chiloensis), der vokser vildt langs hele Amerikas vestkyst, bidrog med en større størrelse på bærret.

## Anvendelse
Have-Jordbær dyrkes for frugternes skyld, og den er den mest almindeligt dyrkede variant af jordbær på verdensplan. 
Jordbær danner jordtræthed. Frugterne plages af gråskimmel, bladene bliver efterhånden invaderet af bladnematoder, og rødderne kan få "rødbenssyge".

## Sorter
Der findes en række forskellige sorter af havejordbær:
- 'Dania': sen; middel udbytte
- 'Dybdahl': tidlig og hårdfør; middel udbytte
- 'Honeoye': tidlig; middel udbytte
- 'Korona': middeltidlig; middel udbytte
- 'Ostara': remonterende
- 'Pandora': sen; næststørste udbytte
- 'Polka': middeltidlig; største udbytte
- 'Senga Sengana': middel tidlig; lavt udbytte (kræver fremmedbestøvning)
- 'Zefyr': tidlig; lavt udbytte